# Gianni e Pinotto (serie televisiva)
Gianni e Pinotto (The Abbott and Costello Show) è una serie televisiva statunitense in 52 episodi trasmessi per la prima volta nel corso di 2 stagioni dal 1952 al 1954. È una sitcom incentrata sulle vicende della coppia di comici Gianni e Pinotto, attori disoccupati che condividono un appartamento in una pensione a Hollywood.

## Trama
Gli episodi consistono nel mostrare una serie di situazioni e storie di vario genere dove però i veri protagonisti sono Gianni e Pinotto che ne combinano di tutti i colori, facendo prevalere sulle altre la vena comica della scena.

## Personaggi e interpreti
- Bud Abbott (52 episodi, 1952-1954), interpretato da Bud Abbott.
- Lou Costello (52 episodi, 1952-1954), interpretato da Lou Costello.
- Sid Fields (50 episodi, 1952-1954), interpretato da Sid Fields.
- Mike Kelly (34 episodi, 1952-1953), interpretato da Gordon Jones.
- Hercules (25 episodi, 1952-1954), interpretato da Bobby Barber.
- Hillary Brooke (23 episodi, 1952-1953), interpretata da Hillary Brooke.
- Mr. Bacciagalupe (18 episodi, 1952-1953), interpretato da Joe Kirk.
- Bank Teller (17 episodi, 1952-1953), interpretato da Milt Bronson.
- Stinky Davis (12 episodi, 1952-1953), interpretato da Joe Besser.
- Helen Davis (4 episodi, 1953-1954), interpretata da Renie Riano.

## Produzione
La serie fu prodotta da Television Corporation of America e girata negli Hal Roach Studios a Culver City e nei Motion Picture Center Studios a Los Angeles in California. Le musiche furono composte da Raoul Kraushaar e Mort Glickman. Il regista è Jean Yarbrough.

### Sceneggiatori
Tra gli sceneggiatori sono accreditati:
- Sid Fields in 25 episodi (1952-1954)
- Clyde Bruckman in 15 episodi (1953)
- Jack Townley in 10 episodi (1953)
- Eddie Forman in 6 episodi (1952-1953)

## Distribuzione
La serie fu trasmessa negli Stati Uniti dal 5 dicembre 1952 al 1º maggio 1954  in syndication. In Italia è stata trasmessa con il titolo Gianni e Pinotto.
Alcune delle uscite internazionali sono state:
- negli Stati Uniti il 5 dicembre 1952 (The Abbott and Costello Show)
- in Finlandia (Abbott ja Costello)
- in Grecia (Abbott kai Costello Show)
- in Venezuela (El show de Abbott y Costello)
- nel Regno Unito il 14 settembre 1957
- in Italia (Gianni e Pinotto)

## Episodi
| Stagione         | Episodi | Prima TV USA |
| ---------------- | ------- | ------------ |
| Prima stagione   | 26      | 1952-1953    |
| Seconda stagione | 26      | 1953-1954    |